# Hoplopleura contigua
Hoplopleura contigua är en insektsart som beskrevs av Johnson 1972. Hoplopleura contigua ingår i släktet Hoplopleura och familjen gnagarlöss. Inga underarter finns listade i Catalogue of Life.